# Vincent Peillon
Vincent Peillon (født 7. juli 1960 i Suresnes) er en fransk politiker fra Parti Socialiste.
Den 16. maj 2012 udnævntes han til undervisningminister i Regeringen Jean-Marc Ayrault.
Før udnævnelsen til minister var han lærer i årene 1984 til 1997 og udviklingschef på Centre national de la recherche scientifique fra 2002 til 2004

## Udgivelser
- Conversations Républicaines. Med François Bazin (fransk). Editions Denoël. 2011. ISBN 978-2207110089.
- Eloge du Politique. Une introduction au XXIe siècle (fransk). Seuil. 2011. ISBN 978-2021041132.
- Une religion pour la République. La foi laïque de Ferdinand Buisson (fransk). Seuil. 2010. ISBN 978-2020985215.
- La Révolution française n'est pas terminée (fransk). Seuil. 2008. ISBN 978-2020985208.
- L'Epaisseur du cogito et les Milliards noirs du blanchiment (fransk). Hachette. 2004. ISBN 978-2012356191.
- Pierre Leroux et le socialisme républicain. Une tradition philosophique (fransk). Editions Le Bord de l'eau. 2003. ISBN 978-2911803789.
- Jean Jaurès et la religion du socialisme (fransk). B. Grasset. 2000. ISBN 978-2246603917.
- La Tradition de l'esprit (fransk). B. Grasset. 1994. ISBN 978-2246487814.